# Hertz (efternamn)
Hertz är ett efternamn.

## Personer med efternamnet
- Alfred Hertz (1872−1942), tysk-amerikansk dirigent
- Arne Hertz (född 1939), svensk rallykartläsare
- Gustav Hertz (1887−1975), tysk vetenskapsman och nobelpristagare i fysik, brorson till Heinrich Hertz
- Hans Hertz (född 1955), svensk fysiker, son till Hellmuth Hertz
- Heinrich Hertz (1857−1894), tysk fysiker och namngivare åt enheten Hertz
- Hellmuth Hertz (1920−1990), tysk-svensk vetenskapsman och pionjär inom sonografin, son till Gustav Hertz
- Henrik Hertz (1797−1870), dansk skriftställare
- John Hertz (1875−1952), svensk journalist, författare och översättare, pseudonym för John Jönsson
- Johan August Hertz (1852−1921), kommunalpolitiker och näringsidkare i Göteborg
- Lone Hertz (född 1939), dansk skådespelerska
- Martin Hertz (1818−1895), tysk klassisk filolog
- Noreena Hertz (född 1967), engelsk ekonom
- Peter Hertz (1811−1885), dansk guldsmed
- Peter Hertz (1874−1939), dansk museiman
- Robert Hertz (1881−1915), fransk antropolog
- Wilhelm Hertz (1835−1902), tysk diktare, vetenskapsman och epiker